# Iouri Berezkine
Iouri Ievguenievitch Berezkine ou Beriozkine (en russe : Юрий Евгеньевич Берёзкин ; en anglais : Yuri Berezkin), né le 27 décembre 1946 à Leningrad, est un historien, archéologue et ethnographe soviétique puis russe. Il se spécialise dans la mythologie comparée, l'histoire et l'ethnographie (en particulier de l'Amérique du Sud), ainsi que dans l'histoire et l'archéologie de l'Asie occidentale et centrale ancienne.

## Biographie
En 1970, il est diplômé en archéologie de l'université d'État de Leningrad. De 1973 à 1986, il travaille à l'Institut d'ethnographie de l'Académie des sciences de Russie. Puis de 1987 à 2002, il y travaille à l'Institut d'archéologie. Depuis 2003 il est le chef du département des Amériques au Musée d'archéologie et d'ethnographie (Kunstkamera). En 2011, il reçoit un prix décerné par l'Académie des sciences de Russie pour ses travaux dans le domaine de la théorie littéraire, de la littérature comparée et du folklore. Depuis 2012, il est membre étranger de l'Académie estonienne des sciences.

## Activité scientifique
Iouri Berezkine est le créateur d'une base de données regroupant des motifs mythologiques, contenant plusieurs dizaines de milliers de résumés d'histoires orales du monde entier. Les motifs mythologiques qu'ils contiennent sont classés et attribués à des groupes ethniques. La base de données est utilisée dans la recherche statistique sur la diffusion culturelle et la reconstruction des migrations passées et des contacts interculturels. La base de données de Iouri Berezkine contient plus de 2 264 motifs provenant de plus de 934 peuples à travers le monde.